# Mamiya

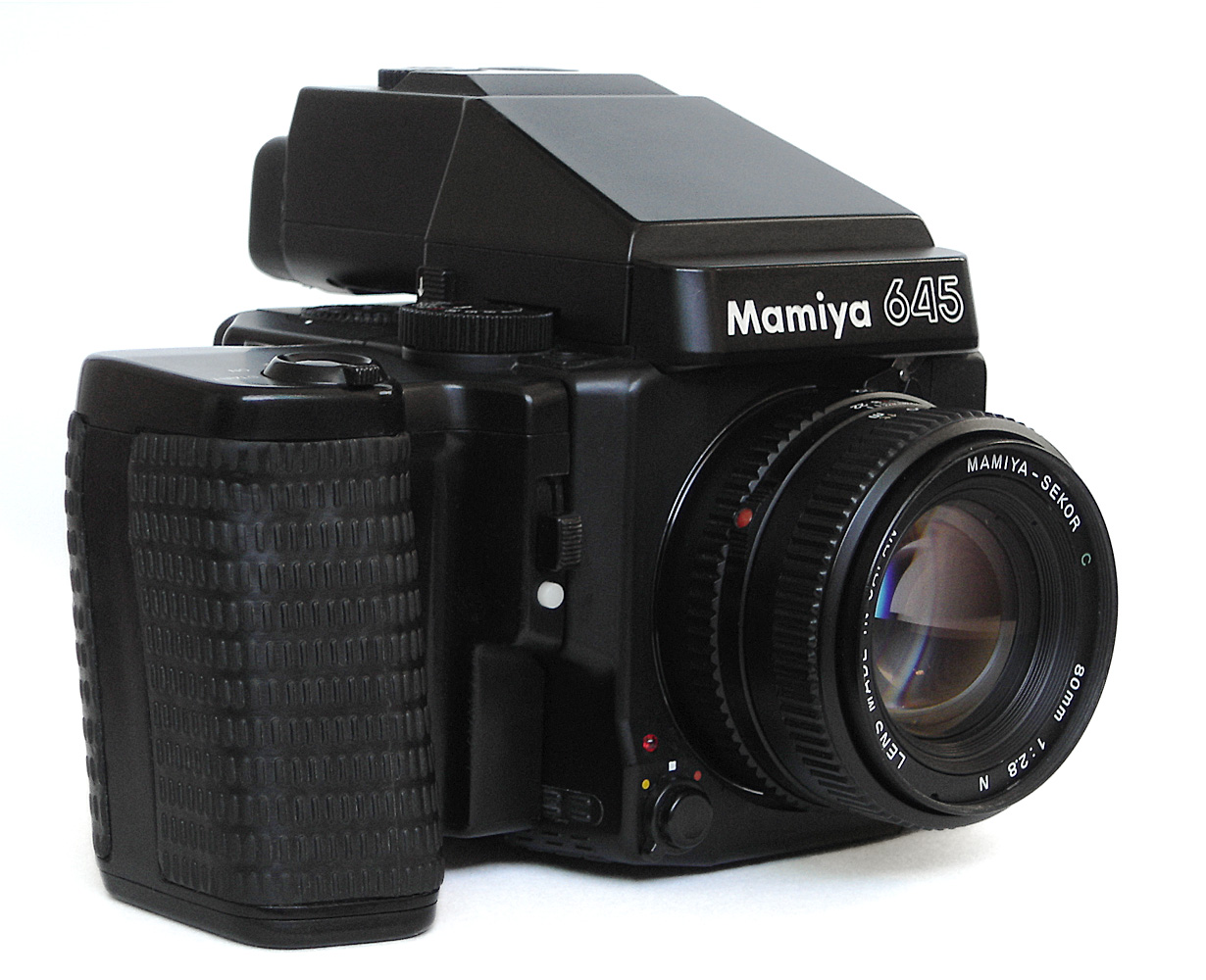
Mamiya 645 Super

Mamiya är ett japanskt företag bildat 1940 som bland annat tillverkar kameror och golfutrustning.